# كرم الكينج (فلم)
كرم الكينج هو فيلم حركة-مصري، من إخراج حازم فودة وتأليف ياسر عبد الباسط. الفيلم من بطولة محمود عبدالمغني ومنذر رياحنة وريهام حجاج وأحمد صيام. بدأ محمود عبد المغني في تصوير الفيلم منذ أواخر يناير 2015. صدر الفيلم لأول مرة في 15 إبريل عام 2015 في مصر، وحقق قرابة 400 ألف جنيه مصري.

## ملخص القصة
يتعرض الفلم خلال أحداثه لرحلة الصعود التي يقوم بها كرم الكينج (محمود عبد المغني) بدءًا من إحدى المناطق الشعبية الفقيرة ، ويتحول من مجرد مالك لمحل لبيع الأجهزة الكهربائية إلى تاجر مخدرات ، لكنه خلال هذه الرحلة يصير مطاردًا من قبل قوات الشرطة بسبب جرم لم يرتكبه ، وهو ما يجبره على الخروج من الحارة، لتبدأ منذ ذلك الحين رحلة أخرى يصير هدفها محاولة تبرئة ساحته .

## طاقم العمل
- محمود عبد المغني بدور كرم الكينج
- منذر رياحنة
- ريهام حجاج
- أحمد صيام
- عفاف رشاد
- شادى أسعد بدور الضابط
- شمس
- جيهان الناصر بدور أم عبير
- محمد علي رزق
- أحمد باتشان
- محمد رشاد

## ملعومات أخرى
- صوت: إبراهيم دسوقي
- مكساج: إسلام جودة
- مهندس الديكور: تامر فايز
- مصممة الملابس: منى عبد السلام

## وصلات خارجية
- مقالات تستعمل روابط فنية بلا صلة مع ويكي بيانات
- صفحة الفيلم على موقع السينما العربية